# Monaco uralkodóinak listája
Az alábbi táblázat Monaco uralkodóinak névsorát tartalmazza. A Franciaország déli partjainál elterülő miniállam 1861-ben kötötte meg a szuverenitását elismerő szerződést Párizzsal. A hercegség ekkortól kezdve áll független uralkodóinak irányítása alatt.

Monacót már a kezdetektől fogva a Grimaldi-család uralja. Ez alól csak néhány év képez kivételt, nagyrészt akkor, amikor idegen hatalmak foglalták el a hercegség partját. Első urának a hagyomány François Grimaldit tekinti, aki azonban csak részt vett abban a csatában, amelyben Monaco területe a Francia Királyság része lett. Csak 1331-ben jött létre a Monacói Uradalom, miután visszafoglalták azt a genovaiaktól. Monacót 1633-tól kezdve hercegi rangra emelték.

A miniállam urainak és hercegeinek a listája:

## Monaco urai (1297–1633)
| François Grimaldi                | ur.: 1297-ben, †1309                | A legendás alapító, aki csak elfoglalta a sziklát, amelyen Monaco vára állt, de nem vált annak urává.                     |
| I. Rainier (*1267)               | ur.: 1297–1301, †1314               | Cagnes ura és François unokatestvére. Elvesztette Monacót, amely Genovához került.                                        |
| Genovai uralom 1301–1331         |                                     | |
| I. Károly                        | ur.: 1331, †1357. augusztus 15.     | Társuralkodó. |
| Antal                            | ur.: 1352–1357, †1358               | Társuralkodó. |
| II. Rainier (*1350)              | ur.: 1352–1357, †1402               | Társuralkodó. |
| Gábor                            | ur.: 1352–1357, †1357 után          | Társuralkodó. 1357-ben ismét a genovaiak foglalták el Monacot.                                                            |
| Genovai uralom 1357–1395         |                                     | |
| Lajos                            | ur.: 1395-ben, ld. alább            | Első trónra lépése, társuralkodó.                                                                                         |
| I. János (*1382)                 | ur.: 1395-ben, ld. alább            | Első trónra lépése, társuralkodó. Decemberben a genovaiak újra elfoglalták a területet.                                   |
| Genovai uralom 1395–1397         |                                     | |
| Lajos (2x)                       | ur.: 1397, †1402. november 5.       | Második trónra lépése, amelynek egy újabb genovai invázió vetett véget.                                                   |
| Genovai uralom 1402–1419         |                                     | |
| Mentoni Ambrus                   | ur.: 1419–1427, †1433               | I. János és Antal társuralkodója.                                                                                         |
| I. Roquebrune-i Antal            | ur.: 1419, †1427                    | I. János és Ambrus társuralkodója.                                                                                        |
| I. János (2x)                    | ur.: 1419–1436, ld. alább           | Ambrus és Antal társuralkodója 1427-ig. Másodjára a trónon. 1436-ban rövid időre a Milánói Hercegség foglalta el Monacót. |
| Milánói uralom 1436              |                                     | |
| I. János (3x)                    | ur.: 1436, †1454. május 8.          | Harmadik trónra lépése.                                                                                                   |
| Catalano (*1415)                 | ur.: 1454, †1457 júliusa            | |
| Klaudia (Claudine) (*1451)       | ur.: 1457–1458, †1515. november 19. | |
| Pomelline Fregoso                | rég.: 1457–1458                     | Klaudia régense. |
| Lambert Grimaldi (*1420 k.)      | ur.: 1458, †1494. március 15.       | Klaudia férje |
| II. János (*1468)                | ur.: 1494, †1505. október 11.       | |
| Lucien (*1487)                   | ur.: 1505, †1523. augusztus 22.     | |
| I. Honoré (*1522. december 16.)  | ur.: 1523, †1581. október 7.        | |
| Ágoston                          | rég.: 1523–1532                     | I. Honoré régense. |
| Nicholas Grimaldi                | rég.: 1532-ben                      | I. Honoré régense. |
| Étienne Grimaldi                 | rég.: 1532–1540                     | I. Honoré régense. |
| II. Károly (*1555. január 26.)   | ur.: 1581, †1589. május 17.         | |
| Herkules (*1562. szeptember 14.) | ur.: 1589, †1604. november 29.      | |
| II. Honoré (*1597. december 24.) | ur.: 1604–1633, ld. alább           | 1633-ban IV. Fülöp, spanyol király elismerte Honoré hercegi címét.                                                        |
| Francis Landi                    | rég.: 1604–1616                     | Honoré régense. |

## Monaco hercegei (1633–napjaink)
| N                        | Portré | Uralkodó                                                  | Hivatali idő                              | Megjegyzés                                            |
| ------------------------ | ------ | --------------------------------------------------------- | ----------------------------------------- | ----------------------------------------------------- |
| 1.                       |        | II. Honoré * 1597. december 27. † 1662. január 10.        | 1633–1662                                 |                                                       |
| 2.                       |        | I. Lajos * 1642. július 25. † 1701. január 3.             | 1662–1701                                 |                                                       |
| 3.                       |        | II. Antal * 1661. január 25. † 1731. február 20.          | 1701–1731                                 |                                                       |
| 4.                       |        | Lujza Hippolita * 1697. november 10. † 1731. december 29. | 1731                                      | II. Antal leánya                                      |
| 5.                       |        | I. Jakab * 1689. november 21. † 1751. április 23.         | 1731–1733                                 | Lujza Hippolita férje                                 |
| 6.                       |        | III. Honoré * 1720. november 10. † 1795. március 21.      | 1733–1793 Lujza Hippolita és I. Jakab fia | A francia forradalom során francia uralom alá került. |
| Francia uralom 1793–1814 |        |                                                           |                                           |                                                       |
| 7.                       |        | IV. Honoré * 1758. május 17. † 1819. február 16.          | 1814–1819                                 | III. Honoré fia                                       |
| 8.                       |        | V. Honoré * 1778. május 13. † 1841. október 2.            | 1819–1841                                 |                                                       |
| 9.                       |        | I. Florestan * 1785. október 10. † 1856. június 20.       | 1841–1856                                 |                                                       |
| 10.                      |        | III. Károly * 1818. december 8. † 1889. szeptember 10.    | 1856–1889                                 |                                                       |
| 11.                      |        | I. Albert * 1848. november 13. † 1922. június 26.         | 1889–1922                                 |                                                       |
| 12.                      |        | II. Lajos * 1870. július 12. † 1949. május 9.             | 1922–1949                                 | I. Albert fia                                         |
| 13.                      |        | III. Rainier * 1923. május 31. † 2005. április 6.         | 1949–2005                                 | II. Lajos unokája                                     |
| 14.                      |        | II. Albert * 1958. március 14.                            | 2005 óta                                  | III. Rainier fia                                      |